# Státní okresní archiv Benešov
Státní okresní archiv Benešov je jedním z oddělení Státního oblastního archivu v Praze a sídlí v Benešově, Pod Lihovarem 2145. Vedoucím oddělení je Mgr. Michal Sejk.

## Fondy

### Fondy měst a obcí
- Benešov, všetně velkého stříbrného pečetidla z počátku 17. století
- Vlašim; tento fond obsahuje nejstarší listinu, kterou král Vladislav II. Jagelonský uděluje v roce 1488 městu Vlašimi právo pořádat dva výroční trhy.
- Votice
- Smolná kniha hrdelního soudu v Divišově (pro panství Český Šternberk)
- obecní a školní kroniky včetně děl kronikářů Antonína Norberta Vlasáka, Čeňka Habarta a Pavla Pavlovského
- a další

### Osobní fondy
- Pavla Moudrá
- Anna Kovářová
- Anna Roškotová
- Jiří Tywoniak
- rodinný archiv právnických rodin Veselých a Kloudových (František Veselý)
- a další

### Fondy škol
- Piaristická kolej v Benešově od roku 1703
- Mapa školního okresu Benešov ze 20. let 20. století
- a další

### Spolkové fondy
- Spolek divadelních ochotníků Svatopluk Čech Benešov
- Tělovýchovná jednota Sokol Benešov
- a další

### Další fondy
- archiv internačního tábora Lešany
- a další[2]

#### Příklady archiválií

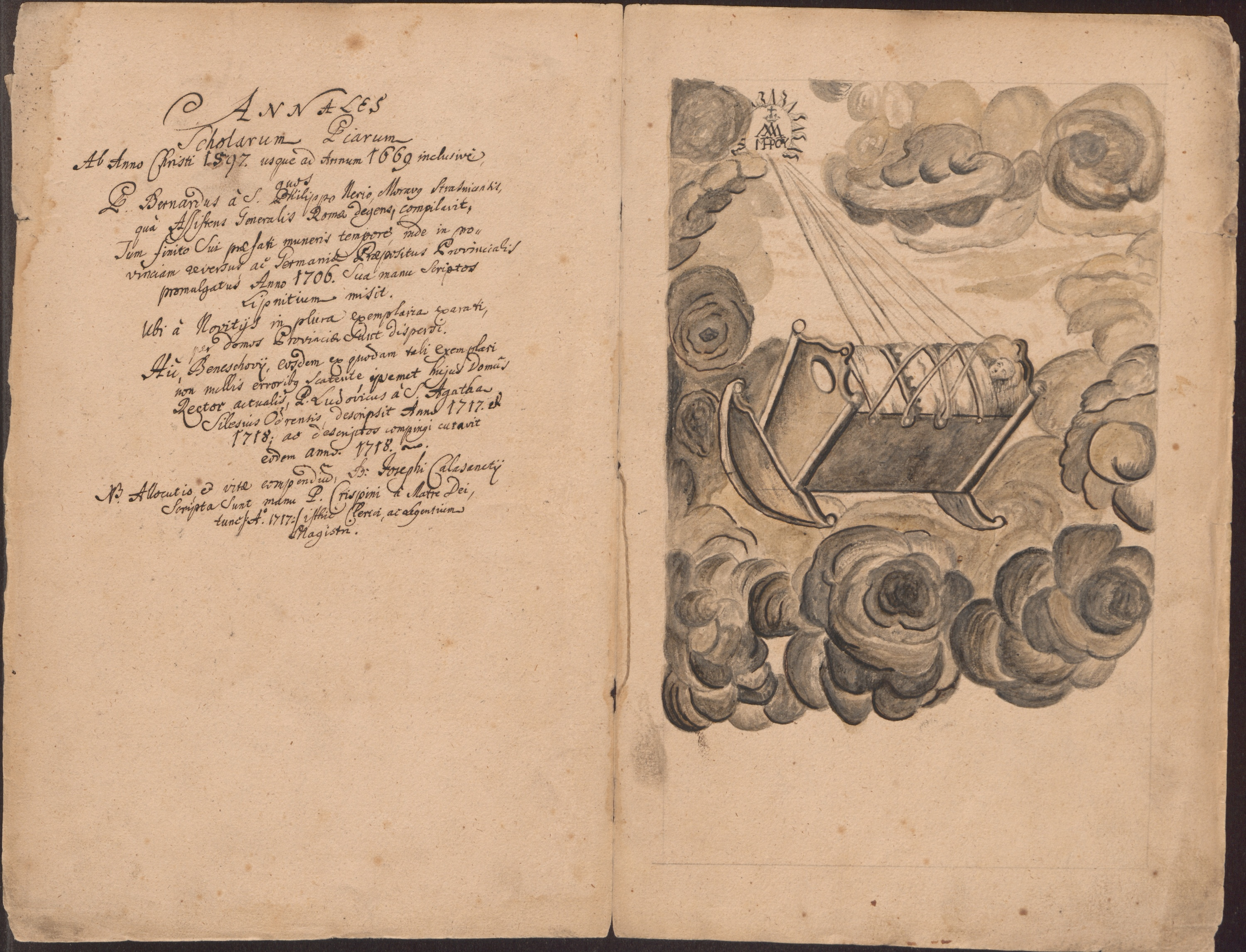
Opis rukopisu Bernarda Barticia, provinciála řádu piaristů v Benešově.
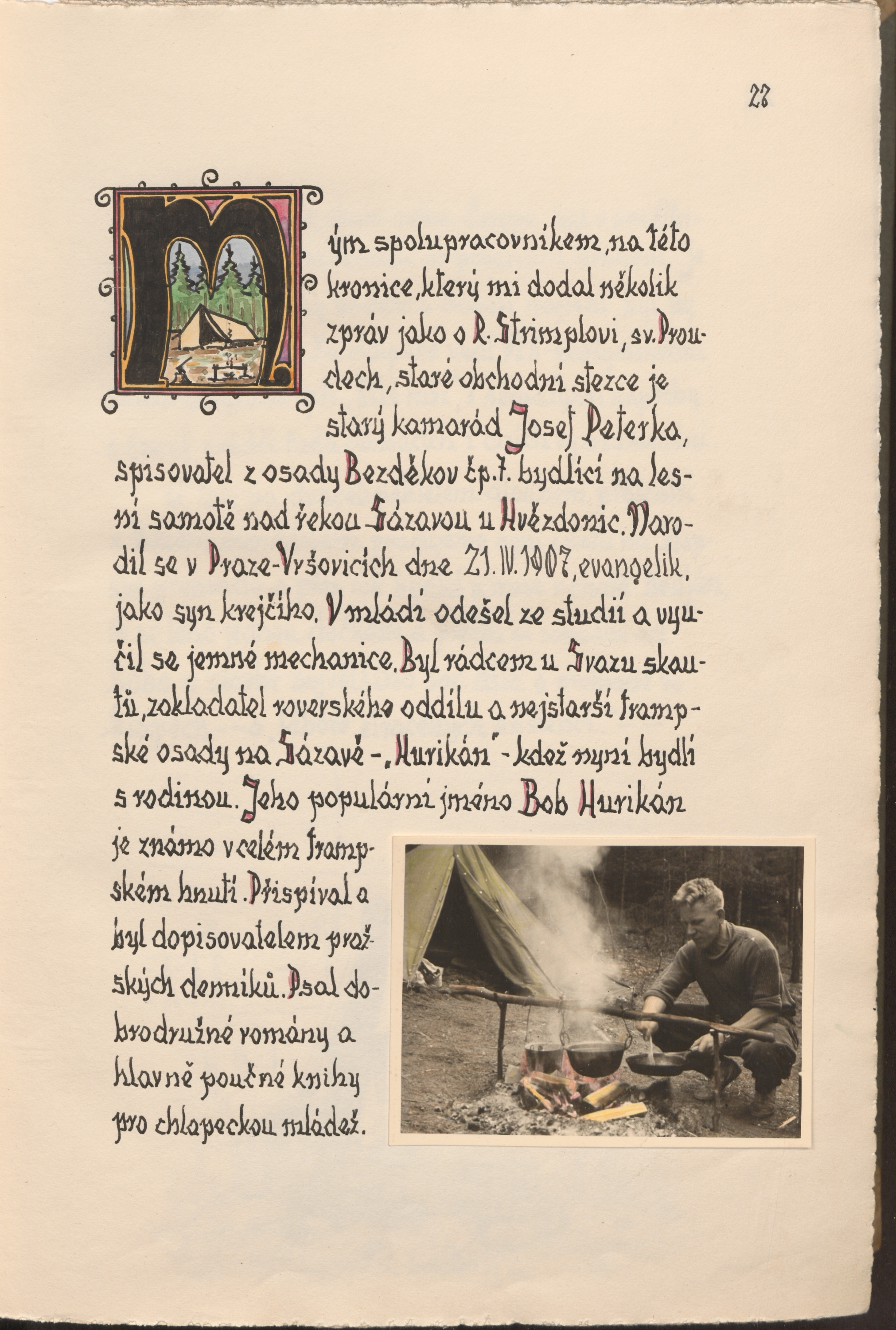
Kronika obce Teletín od Vladimíra Mühlbacha, 70. léta 20. století, medailon Josefa Peterky (Boba Hurikána)
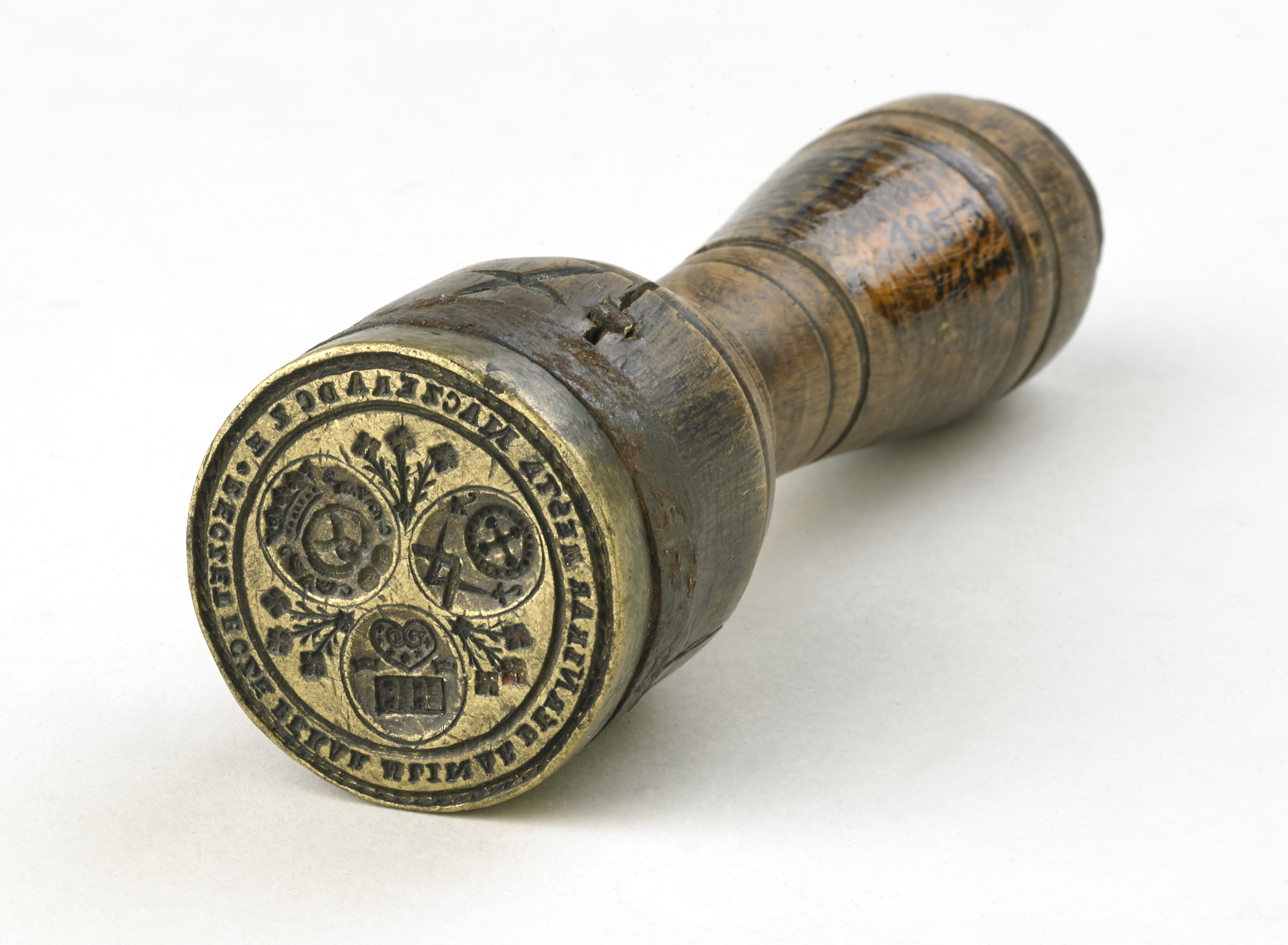
Mosazné pečetidlo Perníkářského, pekařského a mlynářského cechu v Načeradci (druhá polovina 17. století).
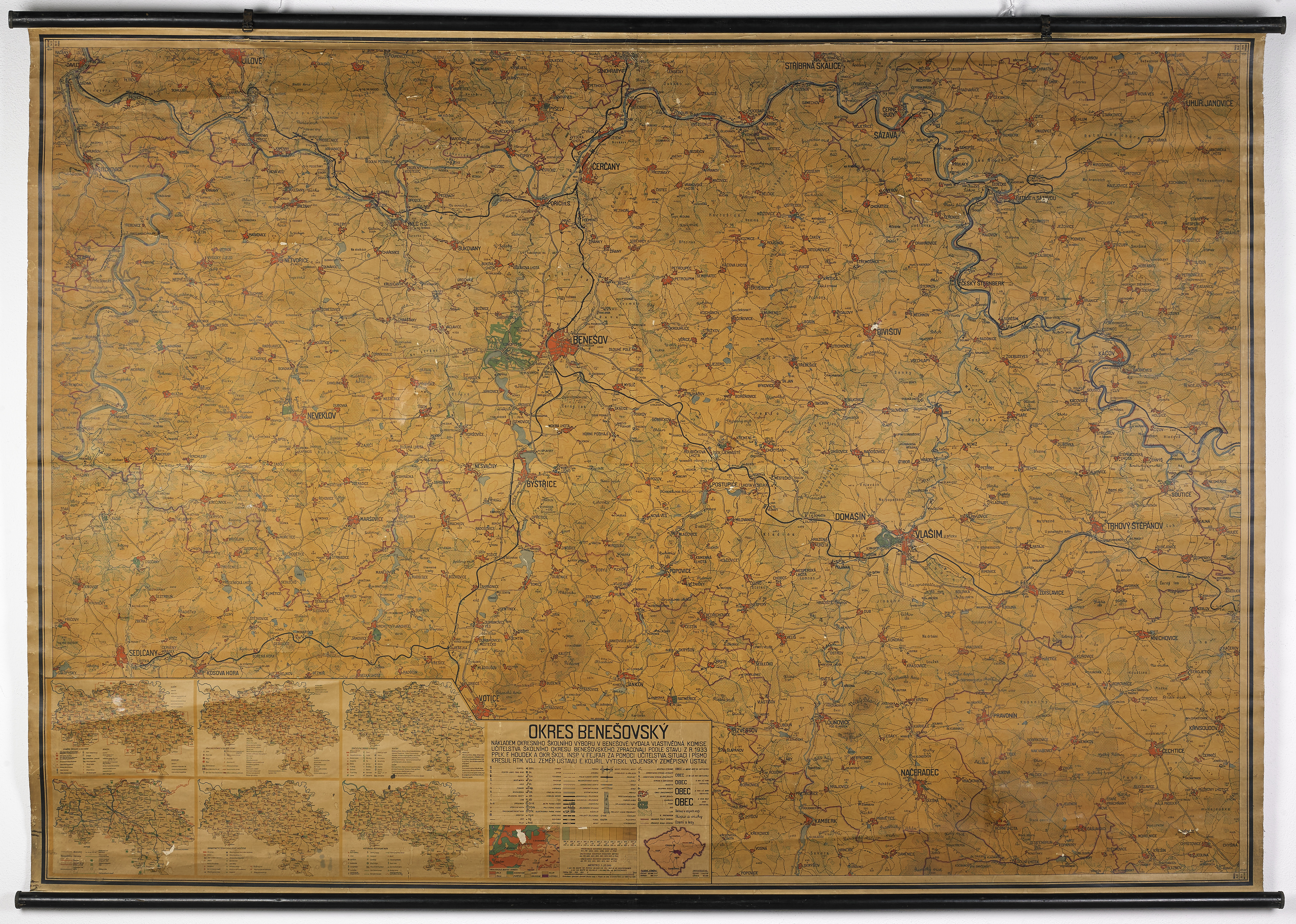
Podrobná mapa školního okresu Benešov, 20. léta 20. století.